# إفاريستوس
إفاريستوس هو بابا الكنيسة الكاثوليكية وقديس وفق المعتقدات المسيحية، كما أنه خامس من شغل منصب البابا وفق قائمة بابوات الكنيسة الكاثوليكية الرسميّة، تولى أسقفية روما بين عامي 98 أو 99 وحتى 106 أو 107 أو 108، وكان يعرف أيضًا باسم آريستوس، وأغلب النظريات الحديثة تشير إلى 98 حتى 106 كتاريخ معقول.
لا يعرف سوى القليل عن هذا البابا، وفق الدليل البابوي فإنه جاء من عائلة يهودية من أصول يونانية وقيل والدته من بيت لحم، وانتخب خلال عهد الإمبراطور دوميتيان خلال فترة كان الاضطهاد الكبير الثاني يلاحق المسيحيين في الإمبراطورية البيزنطية. المؤرخ الكنسي يوسابيوس، في الجزء الرابع من كتابه «تاريخ الكنيسة» قال أن البابا قد توفي بداية القرن الثاني في عهد الإمبراطور تراجان بعد أن مكث في البابوية ثماني سنوات. ينسب إلى حبريته عدد من الإنجازات الهامة، مثل تقسيم روما إلى مجموعة من الرعايا وتكليف كل كاهن بخدمة رعية بعينها، إلى جانب تعيين سبعة شمامسة لكل رعية.
أغلب بابوات القرون الأولى ماتوا تحت الاضطهاد وهم بذلك «شهداء» في المعتقدات المسيحية، غير أن البابا لم يمت تحت الاضطهاد ولذلك يذكر دون لقب «شهيد الإيمان»، ويحدد يوم 26 أكتوبر تذكارًا له، ومن المحتمل أن يكون قد دفن في تلة الفاتيكان قرب قبر القديس بطرس وعدد من أسلافه.